# ويلسون إس ميلس (كارولاينا الشمالية)
ويلسون إس ميلس (بالإنجليزية: Wilson's Mills town, North Carolina)‏ هي بلدة تقع بولاية كارولاينا الشمالية في الولايات المتحدة. تبلغ مساحتها 13.46 كم2، وترتفع عن سطح البحر 70 م، بلغ عدد سكانها 2,277 نسمة في عام 2010 حسب إحصاء مكتب تعداد الولايات المتحدة وتصل الكثافة السكانية فيها 169.2 نسمة لكل كيلومتر مربع (438.2/ميل2).

## التركيبة السكانية
حدّد مكتب تعداد الولايات المتحدة بيانات التركيبة السكانية لويلسون إس ميلس في تعداد الولايات المتحدة. في ما يلي، التركيبة السكانية حسب تعدادي 2000 و2010.

### تعداد عام 2000
بلغ عدد سكان ويلسون إس ميلس 1,291 نسمة بحسب تعداد عام 2000، وبلغ عدد الأسر 465 أسرة وعدد العائلات 357 عائلة مقيمة في البلدة. في حين سجلت الكثافة السكانية 95.9 نسمة لكل كيلومتر مربع (248.4/ميل2). وبلغ عدد الوحدات السكنية 505 وحدة بمتوسط كثافة قدره 37.5 لكل كيلومتر مربع (97.1/ميل2).
وتوزع التركيب العرقي للبلدة بنسبة 73.04% من البيض و23.93% من الأمريكيين الأفارقة و0.54% من الأمريكيين الأصليين و2.32% من الأعراق الأخرى و0.15% من عرقين مختلطين أو أكثر و4.88% من الهسبانيون أو اللاتينيون من أي عرق.
بلغ عدد الأسر 465 أسرة كانت نسبة 45.6% منها لديها أطفال تحت سن الثامنة عشر تعيش معهم، وبلغت نسبة الأزواج القاطنين مع بعضهم البعض 60.2% من أصل المجموع الكلي للأسر، ونسبة 12.7% من الأسر كان لديها معيلات من الإناث دون وجود شريك، بينما كانت نسبة 3.9% من الأسر لديها معيلون من الذكور دون وجود شريكة وكانت نسبة 23.2% من غير العائلات. تألفت نسبة 19.8% من أصل جميع الأسر من عدة أفراد يعيشون في نفس المنزل ونسبة 7.3% كانت تتألف من شخص يعيش بمفرده يبلغ من العمر 65 عاماً أو أكثر. وبلغ متوسط حجم الأسرة المعيشية 2.78، أما متوسط حجم العائلات فبلغ 3.19.
بلغ العمر الوسطي للسكان 32.0 عاماً. وكانت نسبة 30.1% من القاطنين تحت سن الثامنة عشر، وكانت نسبة 6.9% بين الثامنة عشر والرابعة والعشرين عاماً، ونسبة 35.8% كانت واقعةً في الفئة العمرية ما بين الخامسة والعشرين والرابعة والأربعين عاماً، ونسبة 20.6% كانت ما بين الخامسة والأربعين والرابعة والستين، ونسبة 6.6% كانت ضمن فئة الخامسة والستين عاماً فما فوق. يوجد لكل 100 أنثى 99.8 ذكر، ويوجد لكل 100 أنثى في الثامنة عشر من عمرها فما فوق 94.4 ذكر.
بلغ متوسط دخل الأسرة في البلدة 44,650 دولارًا، أما متوسط دخل العائلة فبلغ 49,219 دولارًا. وكان متوسط دخل الذكور 33,150 دولارًا مقابل 25,188 دولارًا للإناث. وسجل دخل الفرد الخاص بالبلدة 17,157 دولارًا. وكانت نسبة 9.4% من العائلات ونسبة 9.8% من السكان تحت خط الفقر، وكان من هؤلاء نسبة 14% تحت سن الثامنة عشر ونسبة 9.1% في الخامسة والستين من العمر وما فوق.

### تعداد عام 2010
بلغ عدد سكان ويلسون إس ميلس 2,277 نسمة بحسب تعداد عام 2010، وبلغ عدد الأسر 751 أسرة وعدد العائلات 579 عائلة مقيمة في البلدة. في حين سجلت الكثافة السكانية 169.2 نسمة لكل كيلومتر مربع (438.2/ميل2). وبلغ عدد الوحدات السكنية 823 وحدة بمتوسط كثافة قدره 61.1 لكل كيلومتر مربع (158.2/ميل2).
وتوزع التركيب العرقي للبلدة بنسبة 56.96% من البيض و30.65% من الأمريكيين الأفارقة و0.75% من الأمريكيين الأصليين و0.35% من الأمريكيين ذوي الأصول الآسيوية و9.05% من الأعراق الأخرى و2.24% من عرقين مختلطين أو أكثر و18.71% من الهسبانيون أو اللاتينيون من أي عرق.
بلغ عدد الأسر 751 أسرة كانت نسبة 46.6% منها لديها أطفال تحت سن الثامنة عشر تعيش معهم، وبلغت نسبة الأزواج القاطنين مع بعضهم البعض 53.7% من أصل المجموع الكلي للأسر، ونسبة 16.2% من الأسر كان لديها معيلات من الإناث دون وجود شريك، بينما كانت نسبة 7.2% من الأسر لديها معيلون من الذكور دون وجود شريكة وكانت نسبة 22.9% من غير العائلات. تألفت نسبة 18% من أصل جميع الأسر من عدة أفراد يعيشون في نفس المنزل ونسبة 4.8% كانت تتألف من شخص يعيش بمفرده يبلغ من العمر 65 عاماً أو أكثر. وبلغ متوسط حجم الأسرة المعيشية 3.03، أما متوسط حجم العائلات فبلغ 3.42.
بلغ العمر الوسطي للسكان 30.4 عاماً. وكانت نسبة 32.7% من القاطنين تحت سن الثامنة عشر، وكانت نسبة 9% بين الثامنة عشر والرابعة والعشرين عاماً، ونسبة 30.7% كانت واقعةً في الفئة العمرية ما بين الخامسة والعشرين والرابعة والأربعين عاماً، ونسبة 21.4% كانت ما بين الخامسة والأربعين والرابعة والستين، ونسبة 6.3% كانت ضمن فئة الخامسة والستين عاماً فما فوق. وتوزع التركيب الجنسي للسكان بنسبة 48.6% ذكور و51.4% إناث.

## وصلات خارجية
- الموقع الرسمي